# チョウショウバト

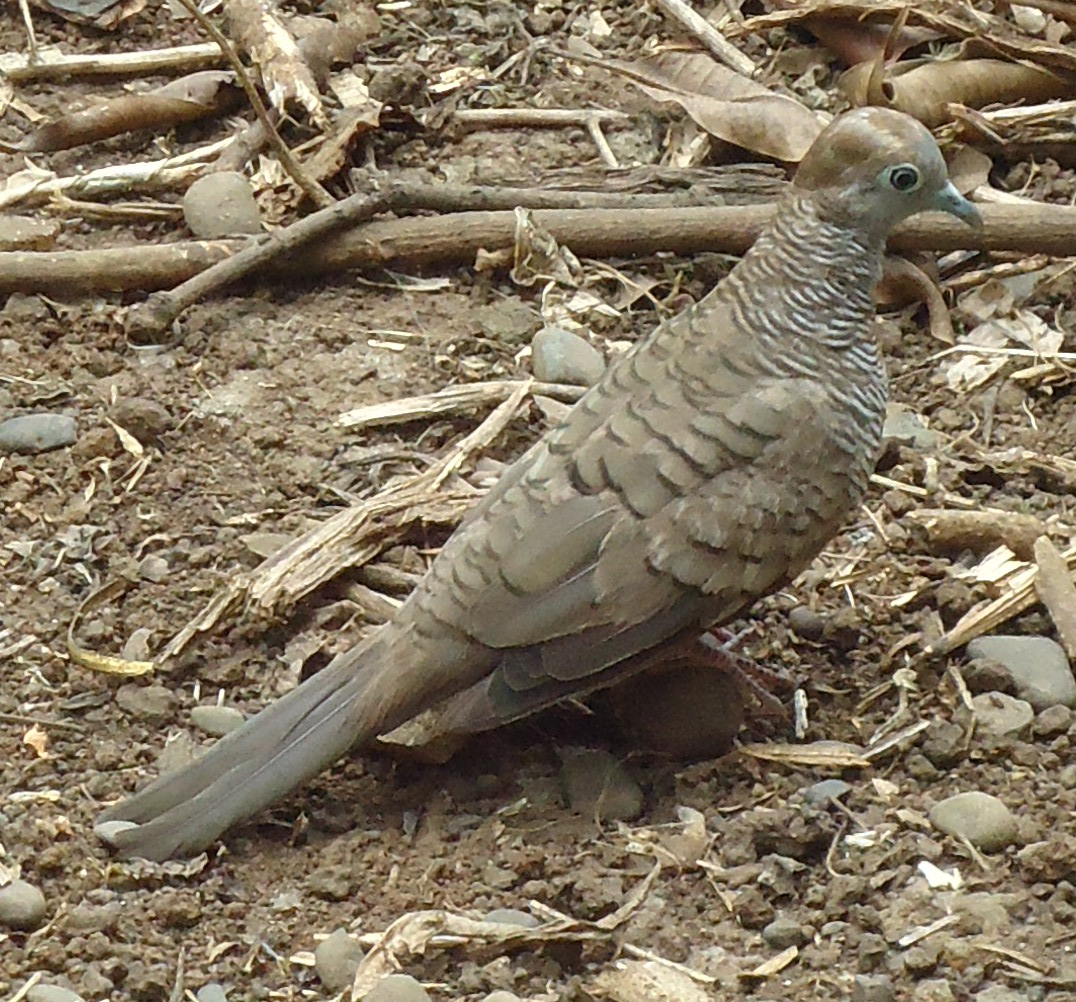
フィリピン、ミンダナオ島

チョウショウバト（長嘯鳩、Geopelia striata）は、ハト目ハト科の鳥類の1種で、東南アジアに自然分布する。英名は Zebra Dove であるが Barred Ground Dove の別名でも知られる。オーストラリアやニューギニア島のオーストラリアチョウショウバト (Geopelia placida) およびインドネシア東部のスンダチョウショウバト (Geopelia maugei) は近縁種となる。これら2種は最近までチョウショウバトの亜種として分類され、英名においてはよく Peaceful Dove や Barred Dove の名称がそれらの種すべてに用いられた。

## 分布
自然分布域は、タイ南部、テナセリム、半島マレーシア、シンガポールから、インドネシアのスマトラ島、ジャワ島、バリ島、ロンボク島の島々にわたる。またフィリピンについても自然分布であるともされる。
チョウショウバトは飼育において人気があり、多くの個体群は、かご抜けもしくは意図的な放鳥のために、その自然分布域以外にも認められる。本種は現在、タイ中部、ラオス、ボルネオ島、スラウェシ島、ハワイ（1922年移入）、タヒチ島（1950年）、ニューカレドニア、セーシェル、チャゴス諸島（1960年）、モーリシャス（1768年以前）、レユニオン、セントヘレナでも見られる。
低地地域の低木地、農地、開けた土地に生息し、公園や庭園で一般的に見られる。愛玩鳥業による罠のため、本種はインドネシアの一部ではまれになっているが、本種はその分布域の大部分において普通種である。チョウショウバトはハワイやセーシェルなどいくつかの地域において最も多く生息する鳥の1種である。

## 形態

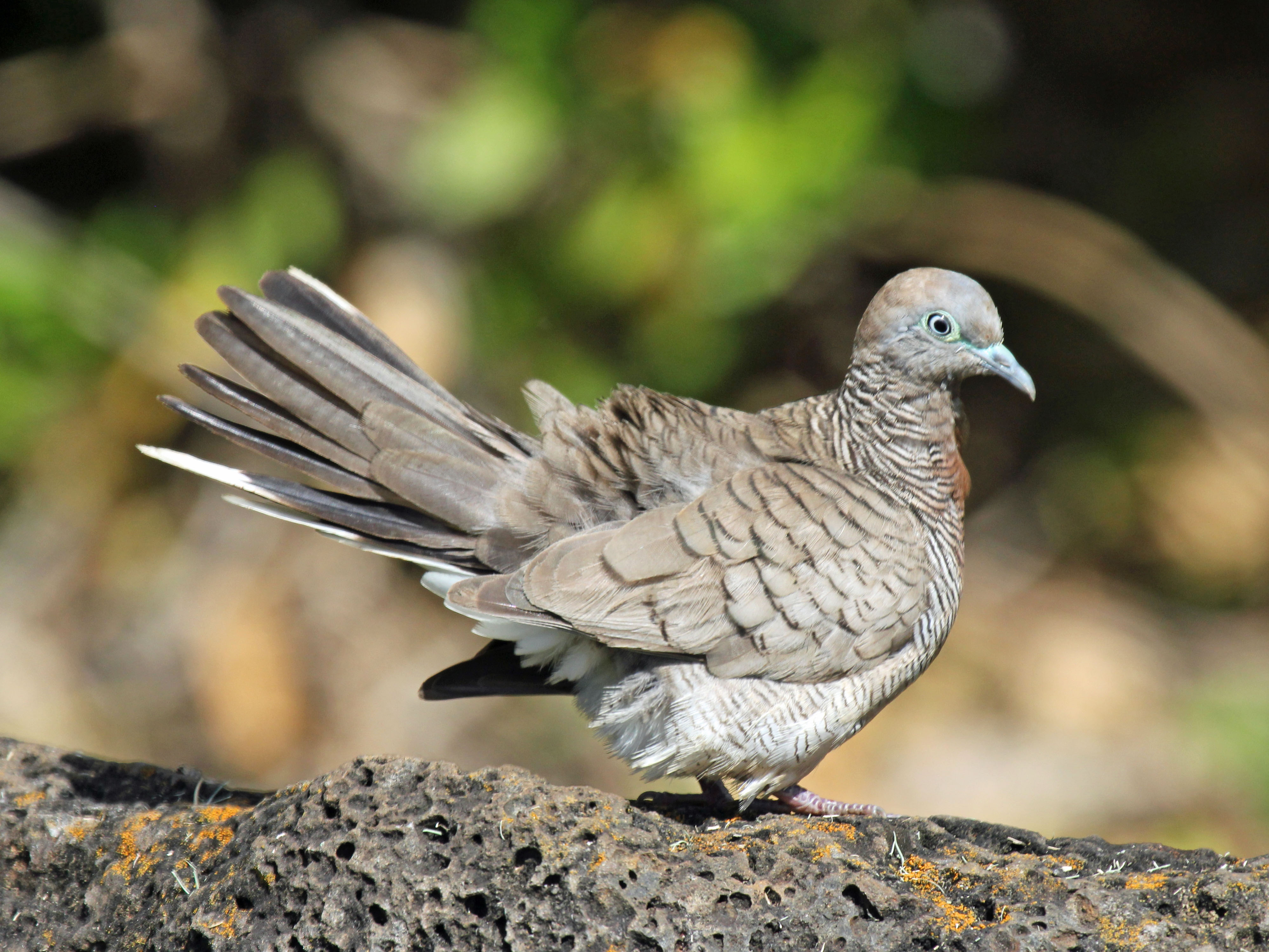
ハワイ州、カウアイ島

小形の鳥であり、ほっそりとして細長い尾をもつ。上面は褐色みのある灰色で、黒と白の縞模様がある。下面は桃色みを帯び、頸、胸、腹の両側に黒い縞がある。顔は青灰色で目の周りに青い皮膚が裸出する。尾羽には白斑がある。幼鳥は成鳥より鈍色かつ淡色。全長20-23センチメートル、翼長24-26センチメートル。

## 生態
鳴き声は柔らかく連続して、断続的にクークーという調子で鳴く。タイやインドネシアにおいては、その鳴き声のためにペットとして人気があり、鳴き合わせ競争が最も良い声をもつ個体を見つけるために開催されている。本種はインドネシアでは perkutut と呼ばれる。フィリピンでは batobatong katigbe （「石目模様のある Katigbe 」）および鳴き声の擬声語である kurokutok として知られる。またフィリピン語では tukmo として知られ、その名はまたカノコバト (Streptopelia chinensis) や他の野生のハト類につけられた名称として知られている。

### 食性

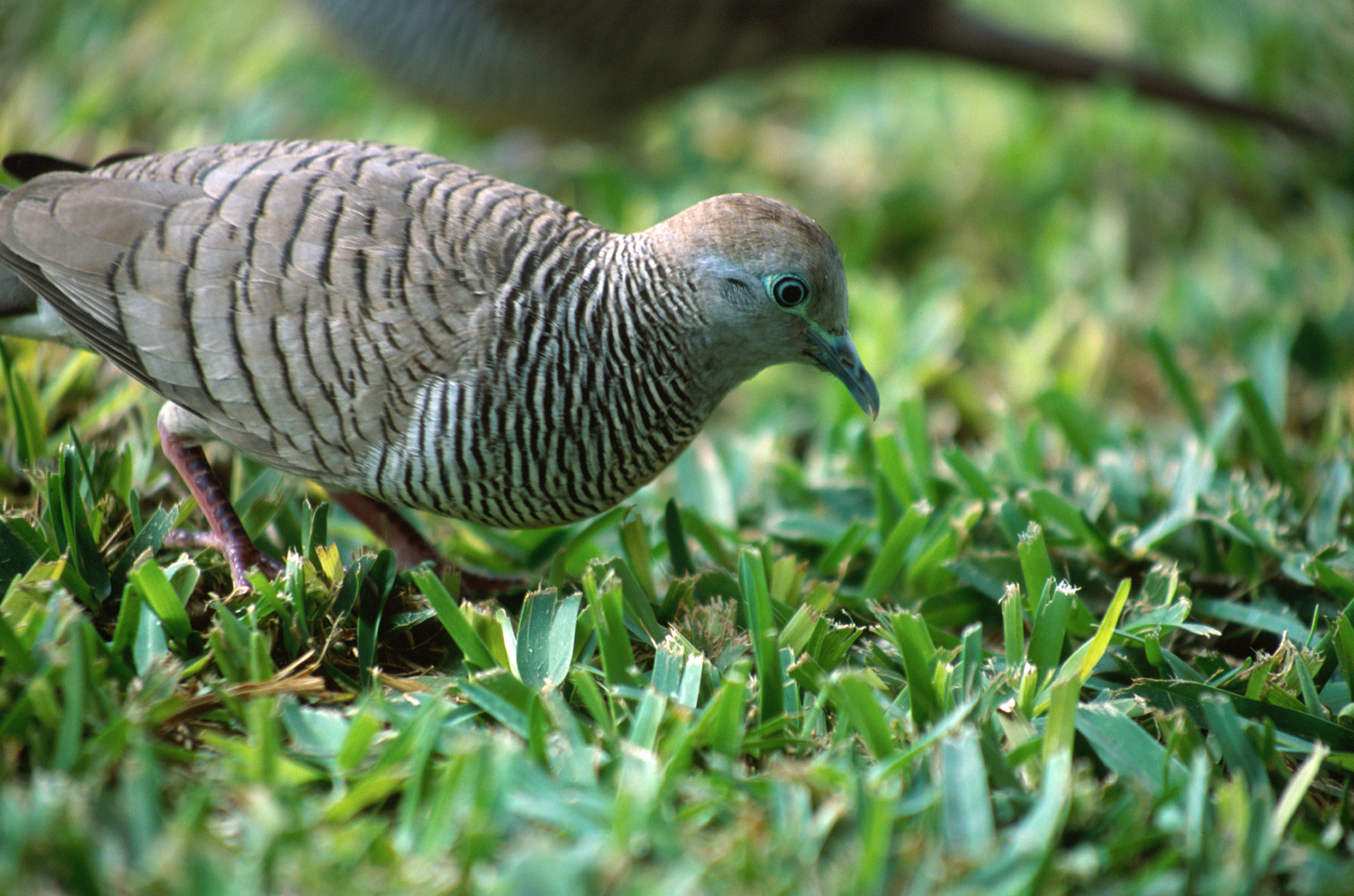
ハワイ州、マウイ島

チョウショウバトは小さな草や雑草の種子を食べる。また昆虫や他の小さな無脊椎動物を採食している。齧歯類のように素速く動き回って、裸地で、丈が短い草もしくは路上で採餌することを好む。他のハト類とは異なり、単独またはつがいで採餌する。本種の色彩は驚くほど地面に対して保護色となる。ハワイやセーシェルでは、ホテルやレストランさらに人家にも飛来して、屋外のテーブルの周りでパンの屑や小片を採食する。

### 繁殖
自然分布域における繁殖期は9月から6月にかけてである。雄は求愛行動を行い、尾を上げて広げながらお辞儀する。巣は、葉や草の葉身の簡素な基台である。その巣は、茂みや木また時には地面に作られる。 1-2個の白い卵を産み、13-18日間雌雄により抱卵される。雛は2週間のうちに巣立ち、3週間後にはうまく飛べるようになる。